# Alejandro Kuropatwa
Alejandro Kuropatwa (Buenos Aires, Argentina; 22 de octubre de 1956 - íb; 5 de febrero de 2003) fue un fotógrafo argentino especializado en retrato y en portadas de discos de música.
Comenzó estudiando pintura con Jorge Demirjian y dibujo con Oscar Smoje pero en 1979 se trasladó a Nueva York para estudiar en el Fashion Institute of Technology y en la Parsons School of Design. En 1985 recibió un Máster en Bellas Artes, especializado en fotografía, moda y diseño.
En 1985 regresó a Argentina y fue el responsable artístico de algunos de los discos de Gustavo Cerati, Fito Páez, Charly García o los Ratones Paranoicos, también realizó retratos a artistas como Luciano Pavarotti, Guillermo Kuitca, María Luisa Bemberg, Batato Barea o Cecilia Roth.

Imagen del folleto impreso sobre la exposición "La escena intangible" fotografía de emergencia, archivado en la Biblioteca del Centro Cultural de España en Buenos Aires

Realizó numerosas exposiciones, tanto personales como colectivas junto a otros grandes fotógrafos contemporáneos, integrando colectivas con Pedro Otero, Osvaldo Salzamendi, Francisco J. Tenllado, Ataulfo Pérez Aznar, Rubén Sotera, Alicia Sanguinetti y otros. Un ejemplo fue la realizada en el "Instituto de la Cooperación Iberoamericana" entre diciembre de 1988 y enero de 1989, que se denominó "La escena intangible, fotografía de emergencia", en la también participaron Roberto Jacoby, Pablo Suárez y Oscar Bony.
Recibió el premio Konex en los años 1992 y 2002.

## Vida y trayectoria
Kuropatwa era el tercer hijo y el único varón de una familia judía y terminó sus estudios en una colegio experimental progresista. Además de pintura y dibujo, también estudió serigrafía. 
En junio de 1978, con solo 21 años, realizó su segunda muestra individual en Nueva York. Un año más tarde, decidió instalarse en la ciudad estadounidense. 
En 1983, Kuropatwa expuso una serie de desnudos a color en el Lucky Strike de Nueva York, en el marco de la muestra Come Celebrate The Human Beings Issue of Island Magazine by Alejandro Kuropatwa and Live Entertainment. En ese mismo año, Kuropatwa presentó en el Centro de Arte y Comunicación (CAYC) de Buenos Aires unos trabajos con imágenes desenfocadas de rostros borrosos, que habían sido rechazados para la muestra anual de la Parsons School of Design. La muestra se llamó Fuera de Foco y la crítica denominó estos trabajos como "nuevo expresionismo".
Murió en la clínica La Sagrada Familia de Buenos Aires el 5 de febrero de 2003, a consecuencia de la infección con el virus de la inmunodeficiencia humana (VIH) que padecía desde 1984.
Durante mayo y junio de 2005 se realizó una retrospectiva de su obra en el Museo de Arte Latinoamericano de Buenos Aires (MALBA), a cargo del curador Andrés Duprat.

## Exhibiciones
- 1983 - Fuera de Foco, Centro de Arte y Comunicación de Buenos Aires.
- 1990 - 30 Días en la Vida de A., Galería Ruth Benzacar, Buenos Aires.
- 1992 - París, Hotel Meurice, París.
- 2002 - Manifiesto, Museo Nacional de Bellas Artes, Buenos Aires.
- 2005 - Kuropatwa en Technicolor, Museo de Arte Latinoamericano de Buenos Aires, Buenos Aires.
- 2013 - Orquídea y Orquídea Muerta, de la colección Las Flores que Kuropatwa (1995), AIPAD Photography Show, Nueva York.
- 2014 - Fuera de Foco, AIPAD Photography Show, Nueva York.
- 2014 - La Serie Maresca, Fuera de Foco, Mujer, ArteBA, Buenos Aires.
- 2014 - Flores, BAPhoto, Buenos Aires.[7]